# 台視家庭台
台視家庭台（TTV Family）は、台湾電視公司傘下のテレビチャンネルである。2004年6月1日に放送開始。主にテレビドラマ・シリーズ、バラエティ番組やアニメーション番組を放送している。